# Shamar Nicholson
Shamar Amaro Nicholson (Kingston, 16 de marzo de 1997) es un futbolista jamaicano. Juega como delantero y su equipo es el Club Tijuana de la Primera División de México.

## Selección nacional
Tras jugar con la selección de fútbol sub-20 de Jamaica, finalmente hizo su debut con la selección absoluta el 3 de febrero de 2017 en un partido amistoso contra Estados Unidos que ganó el combinado estadounidense por 1-0 tras el gol de Jordan Morris. Además disputó la Copa de Oro de la Concacaf 2017, la Copa de Oro de la Concacaf 2019 y la Liga de Naciones de la Concacaf 2019-20.

### Participaciones con la selección nacional
| Competición                     | Categoría | Sede                                  | Resultado                | Partidos | Goles |
| ------------------------------- | --------- | ------------------------------------- | ------------------------ | -------- | ----- |
| Campeonato Sub-20 de 2015       | Sub-20    | Jamaica                               | Primera fase             | 1        | 0     |
| Copa del Caribe de 2017         | Absoluta  | Martinica                             | Subcampeón               | 2        | 0     |
| Copa Oro 2019                   | Absoluta  | Estados Unidos · Jamaica · Costa Rica | Semifinales              | 5        | 2     |
| Liga de Naciones de la Concacaf | Absoluta  | Concacaf                              | Clasificado              | 6        | 4     |
| Copa Oro 2021                   | Absoluta  | Estados Unidos                        | Cuartos de final         | 4        | 1     |
| Clasificación Mundial 2022      | Absoluta  | Concacaf                              | Disputándose[actualizar] | 6        | 2     |
| Copa Oro 2023                   | Absoluta  | Canadá · Estados Unidos               | Semifinales              | 5        | 0     |
| Copa América 2024               | Absoluta  | Estados Unidos                        | Primera fase             | 3        | 0     |
| Total                           | Total     | Total                                 | Total                    | 32       | 9     |

### Partidos internacionales
| 1.  | 3 de febrero de 2017    | Finley Stadium, Chattanooga, Estados Unidos          | Jamaica | 0-1             | Estados Unidos    |         | Amistoso                   | 83' |
| 2.  | 16 de febrero de 2017   | BBVA Stadium, Houston, Estados Unidos                | Jamaica | 1-0             | Honduras          |         | Amistoso                   | 64' |
| 3.  | 13 de junio de 2017     | Monumental de la UNSA, Arequipa, Perú                | Jamaica | 1-3             | Perú              |         | Amistoso                   | 57' |
| 4.  | 22 de junio de 2017     | Pierre Aliker, Fort-de-France, Martinica             | Jamaica | 1-1 4-1 Penales | Guayana Francesa  |         | Copa del Caribe 2017       | 90' |
| 5.  | 25 de junio de 2017     | Pierre Aliker, Fort-de-France, Martinica             | Jamaica | 1-2             | Curazao           |         | Copa del Caribe 2017       | 71' |
| 6.  | 24 de agosto de 2017    | Hasely Crawford, Puerto España, Trinidad y Tobago    | Jamaica | 2-1             | Trinidad y Tobago |         | Amistoso                   | 73' |
| 7.  | 5 de junio de 2019      | Audi Field, Washington D. C., Estados Unidos         | Jamaica | 1-0             | Estados Unidos    | 60'     | Amistoso                   | 55' |
| 8.  | 17 de junio de 2019     | Independence Park, Kingston, Jamaica                 | Jamaica | 3-2             | Honduras          |         | Copa Oro 2019              | 68' |
| 9.  | 21 de junio de 2019     | BBVA Stadium, Houston, Estados Unidos                | Jamaica | 0-0             | El Salvador       |         | Copa Oro 2019              | 66' |
| 10. | 25 de junio de 2019     | Banc of California, Los Ángeles, Estados Unidos      | Jamaica | 1-1             | Curazao           | 14'     | Copa Oro 2019              | 90' |
| 11. | 30 de junio de 2019     | Lincoln Financial Field, Pensilvania, Estados Unidos | Jamaica | 1-0             | Panamá            |         | Copa Oro 2019              | 90' |
| 12. | 3 de julio de 2019      | Nissan Stadium, Nashville, Estados Unidos            | Jamaica | 1-3             | Estados Unidos    | 69'     | Copa Oro 2019              | 65' |
| 13. | 7 de septiembre de 2019 | Montego Bay Sports Complex, Montego Bay, Jamaica     | Jamaica | 6-0             | Antigua y Barbuda | 9', 51' | Liga de Naciones Concacaf  | 90' |
| 14. | 9 de septiembre de 2019 | Synthetic Track and Field Facility, Leonora, Guyana  | Jamaica | 4-0             | Guyana            |         | Liga de Naciones Concacaf  | 90' |
| 15. | 12 de octubre de 2019   | Independence Park, Kingston, Jamaica                 | Jamaica | 2-0             | Aruba             | 88'     | Liga de Naciones Concacaf  | 90' |
| 16. | 15 de octubre de 2019   | Ergilio Hato, Willemstad, Curazao                    | Jamaica | 6-0             | Aruba             | 34'     | Liga de Naciones Concacaf  | 90' |
| 17. | 15 de noviembre de 2019 | Sir Vivian Richards, Saint John, Antigua y Barbuda   | Jamaica | 2-0             | Antigua y Barbuda |         | Liga de Naciones Concacaf  | 69' |
| 18. | 18 de noviembre de 2019 | Montego Bay Sports Complex, Montego Bay, Jamaica     | Jamaica | 1-1             | Guyana            |         | Liga de Naciones Concacaf  | 85' |
| 19. | 12 de julio de 2021     | Exploria Stadium, Orlando, Estados Unidos            | Jamaica | 2-1             | Surinam           | 6'      | Copa Oro 2021              | 90' |
| 20. | 16 de julio de 2021     | Exploria Stadium, Orlando, Estados Unidos            | Jamaica | 2-1             | Guadalupe         |         | Copa Oro 2021              | 82' |
| 21. | 20 de julio de 2021     | Exploria Stadium, Orlando, Estados Unidos            | Jamaica | 0-1             | Costa Rica        |         | Copa Oro 2021              | 66' |
| 22. | 25 de julio de 2021     | AT&T Stadium, Arlington, Estados Unidos              | Jamaica | 0-1             | Estados Unidos    |         | Copa Oro 2021              | 74' |
| 23. | 2 de septiembre de 2021 | Estadio Azteca, Ciudad de México, México             | Jamaica | 1-2             | México            | 65'     | Clasificación Mundial 2022 | 87' |
| 24. | 5 de septiembre de 2021 | Independence Park, Kingston, Jamaica                 | Jamaica | 0-3             | Panamá            |         | Clasificación Mundial 2022 | 70' |
| 25. | 5 de septiembre de 2021 | Estadio Nacional, San José, Costa Rica               | Jamaica | 1-1             | Costa Rica        | 47'     | Clasificación Mundial 2022 | 90' |
| 26. | 7 de octubre de 2021    | Q2 Stadium, Austin, Estados Unidos                   | Jamaica | 0-2             | Estados Unidos    |         | Clasificación Mundial 2022 | 90' |

## Estadísticas

### Clubes
| Club | Div.          | Temporada     | Liga nacional(1) | Liga nacional(1) | Copas nacionales(2) | Copas nacionales(2) | Torneos internacionales(3) | Torneos internacionales(3) | Total | Total | Media goleadora |
| Club | Div.          | Temporada     | Part.            | Goles            | Part.               | Goles               | Part.                      | Goles                      | Part. | Goles | Media goleadora |
| --- | ------------- | ------------- | ---------------- | ---------------- | ------------------- | ------------------- | -------------------------- | -------------------------- | ----- | ----- | --------------- |
| Boys' Town Jamaica | 1.ª           | 2014-15       | 19               | 7                | —                   | —                   | —                          | —                          | 19    | 7     | 0.37            |
| Boys' Town Jamaica | 1.ª           | 2015-16       | 24               | 6                | —                   | —                   | —                          | —                          | 24    | 6     | 0.25            |
| Boys' Town Jamaica | 1.ª           | 2016-17       | 31               | 15               | —                   | —                   | —                          | —                          | 31    | 15    | 0.48            |
| Boys' Town Jamaica | Total club    | Total club    | 74               | 28               | 0                   | 0                   | 0                          | 0                          | 74    | 28    | 0.38            |
| N. K. Domžale Eslovenia | 1.ª           | 2017-18       | 15               | 5                | 0                   | 0                   | —                          | —                          | 15    | 5     | 0.33            |
| N. K. Domžale Eslovenia | 1.ª           | 2018-19       | 29               | 13               | 2                   | 0                   | 4                          | 0                          | 35    | 13    | 0.37            |
| N. K. Domžale Eslovenia | 1.ª           | 2019-20       | 3                | 0                | 0                   | 0                   | 3                          | 2                          | 6     | 2     | 0.33            |
| N. K. Domžale Eslovenia | Total club    | Total club    | 47               | 18               | 2                   | 0                   | 7                          | 2                          | 56    | 20    | 0.34            |
| Royal Charleroi · Bélgica | 1.ª           | 2019-20       | 25               | 9                | 3                   | 0                   | —                          | —                          | 28    | 9     | 0.32            |
| Royal Charleroi · Bélgica | 1.ª           | 2020-21       | 33               | 9                | 2                   | 1                   | 2                          | 0                          | 37    | 10    | 0.27            |
| Royal Charleroi · Bélgica | 1.ª           | 2021-22       | 18               | 13               | 0                   | 0                   | —                          | —                          | 18    | 13    | 0.72            |
| Royal Charleroi · Bélgica | Total club    | Total club    | 76               | 31               | 5                   | 1                   | 2                          | 0                          | 83    | 32    | 0.39            |
| F. C. Spartak de Moscú · Rusia | 1.ª           | 2021-22       | 12               | 5                | 4                   | 3                   | 0                          | 0                          | 16    | 8     | 0.5             |
| F. C. Spartak de Moscú · Rusia | 1.ª           | 2022-23       | 22               | 3                | 5                   | 1                   | —                          | —                          | 27    | 4     | 0.15            |
| Clermont Foot 63 Francia | 1.ª           | 2023-24       | 26               | 4                | 2                   | 0                   | —                          | —                          | 28    | 4     | 0.14            |
| Clermont Foot 63 Francia | Total club    | Total club    | 26               | 4                | 2                   | 0                   | 0                          | 0                          | 28    | 4     | 0.14            |
| F. C. Spartak de Moscú · Rusia | 1.ª           | 2024-25       | 9                | 3                | 5                   | 1                   | —                          | —                          | 14    | 4     | 0.29            |
| F. C. Spartak de Moscú · Rusia | Total club    | Total club    | 43               | 11               | 14                  | 5                   | 0                          | 0                          | 57    | 16    | 0.28            |
| Club Tijuana · México | 1.ª           | 2024-25       | 9                | 1                | —                   | —                   | —                          | —                          | 9     | 1     | 0.11            |
| Club Tijuana · México | Total club    | Total club    | 9                | 1                | 0                   | 0                   | 0                          | 0                          | 9     | 1     | 0.11            |
| Total carrera | Total carrera | Total carrera | 275              | 93               | 23                  | 6                   | 9                          | 2                          | 307   | 101   | 0.33            |
| (1)Incluye datos de la Liga Premier Nacional de Jamaica (2014-17), Primera Liga de Eslovenia (2017-19), Primera División de Bélgica (2019-act.). (2)Incluye datos de la Copa de Eslovenia (2018-19), Copa de Rusia (2021-22) y Supercopa de Rusia (2022). (3)Incluye datos de la Liga Europa de la UEFA (2018-act.). |               |               |                  |                  |                     |                     |                            |                            |       |       |                 |

## Palmarés

### Títulos nacionales
| Título        | Club                   | País  | Año  |
| ------------- | ---------------------- | ----- | ---- |
| Copa de Rusia | F. C. Spartak de Moscú | Rusia | 2022 |